# Salvatore Curaba
 (janvier 2017).
Salvatore Curaba, né le 27 août 1963 à La Louvière (Belgique), est un ancien joueur de football professionnel (à Charleroi) devenu entrepreneur.
Le 26 mars 1999, il fonde la société informatique EASI. En septembre 2019, il cède sa place et nomme deux nouveaux CEO : Jean-François Herremans (Wallonie) et Thomas Van Eeckhout (Flandre). Il préside le club de football de la RAAL La Louvière.

## Biographie
Les parents de Salvatore Curaba quittent l'Italie (Sicile) pour la Belgique en 1956. Son père, alors âgé de 24 ans, travaille dans les mines de Saint-Vaast, Fontaine-l'Évêque et Bois-du-Luc (fosse Sainte-Marguerite). Il est le dernier enfant d'une famille de cinq enfants.
Après ses secondaires, il s'oriente vers un graduat en informatique.
Salvatore Curaba épouse Patricia en mai 1990. Ils ont deux enfants : Céline (née en 1993) et Stéphane (né en 1995).
« La famille est pour moi, l'ancrage de ma vie » - Salvatore Curaba

## Carrière en informatique

### SBAI
Il décroche son premier emploi à l'âge de 20 ans en tant que programmeur chez SBAI, une société de service informatique spécialisée dans les logiciels pour hôpitaux.
Il jongle à l'époque, sa carrière professionnelle et sa carrière footballistique. Il joue à l'époque comme pour Royal Charleroi Sporting Club. D'abord sous le statut d'amateur, ensuite comme semi-pro.
Après 5 ans chez SBAI, il passe de la fonction de programmeur, à celle de chef de projet.

### IBS

#### Fonction commerciale
En 1988, Salvatore Curaba doit choisir entre une carrière en tant joueur professionnel de football ou un avenir dans le secteur IT. Il opte pour l'IT et est promu Sales Manager de IBS.
En 1998, après avoir passé 10 ans dans l'entreprise et quelques mois avant d'être nommé General Manager d'IBS Bruxelles, Salvatore quitte la société pour fonder sa propre entreprise, EASI.

## Entrepreneur

### Easi

#### Président et Fondateur
Le 26 mars 1999, Salvatore Curaba fonde Easi avec Christian Castelain. Il a alors 35 ans.
Easi est une société de services informatiques qui propose des solutions développées à partir des dernières technologies dans des secteurs tels que les logiciels, les applications mobiles, l'infrastructure informatique et le cloud computing. En 2012, la société compte 90 employés.

Après plus de dix années de collaboration fructueuse entre Christian Castelain et Salvatore Curaba, les deux fondateurs décident qu'EASI doit désormais être gérée par une seule personne. Salvatore Curaba rachète les parts de son partenaire et devient l'unique Managing Partner d'EASI.
Dès lors, Salvatore Curaba gère son entreprise de la façon dont il l'a toujours voulu en développant une stratégie de management unique, basée sur la liberté, le partage et la transparence,. Son objectif principal en tant que CEO est la performance de l'entreprise combinée au bonheur de ses employés.
Il fait le choix de vendre régulièrement ses parts EASI à ses collaborateurs.
Élue « Best Workplace » (« entreprise où il fait bon travailler ») de Belgique en 2015,,, 2016, 2017, 2018, 2019, 2020 , EASI apporte énormément d'attention au bien-être de ses 250 employés.
Salvatore Curaba a été nommé au titre de Manager de l'année,,,,, (Trends-Tendances) en 2014 et EASI a été nommé au titre d'entreprise de l'année, 2015 par Ernst & Young.
En 2018, EASI a également reçu le label "Best Managed Company" de Deloitte
20 ans après la création de EASI, l'entreprise est élue "Entreprise de l'Année 2019" organisé par Ernst & Young.. Elle fut également récompensée par le Trends-Tendances et Canal Z pour le prix de HR Pioneer Award. Cette année clôture une partie de l'aventure de Salvatore qui vient de nommer deux nouveaux CEO : Jean-François Herremans et Thomas Van Eeckhout.

## Carrière footballistique

### Royale Association Athlétique Louviéroise[17]
1972-1982
Passionné par le football, Salvatore Curaba commence à jouer à la Royale Association athlétique louviéroise à 9 ans et intègre l'équipe Première en 1982, à 19 ans, en seconde division.
Pour sa saison 1982-1983 en Division 2, il a pour entraîneur André Gorez.

### Royal Charleroi Sporting Club
- 1983-1984 : Division 2. Coach: Eric Vanlessen
- 1984-1985 : Division 2. Coach : André Colasse

Le 21 juin 1985, le RCSC a remporté le « Round final » et est monté en division 1.
- 1985-1986 : Division 1. Coach : André Colasse
- 1986-1987 : Division 1. Coach : André Colasse
- 1987-1988 : Le Royal Charleroi Sporting Club[19] est un club de football professionnel. Coach : Aimé Anthuenis.

À la fin de cette saison, après avoir joué 70 matches en première division, Salvatore Curaba fit le choix d'entamer une carrière en informatique tout en continuant à jouer pour la RAAL (troisième division).

### Retour à la Royale Association Athlétique Louviéroise[20]
- 1988-1989 : Division 3. Coach : Casimir Jagiello
- 1989-1990 : Division 3. Coach: Guy Fromont

### Stade Louvaniste
- 1990-1991 : Division 2. Coach: Vince Briganti

### Formation d'entraîneur
À 27 ans, après quelques blessures, Salvarore Curaba arrête de jouer au football et se lance dans une formation d'entraîneur.
- 1991-1993 : École des entraineurs (Diplôme UEFA B)

### RAAL La Louvière
Président et Fondateur
En 2015, après avoir passé plus de 30 ans loin du secteur footballistique, Salvatore Curaba est approché par le Royal Albert Elisabeth Club de Mons pour reprendre le club. Les négociations n'ont jamais abouti.
Plus tard, cette même année, l'Union Royale La Louvière Centre le contacte également pour lui proposer la reprise du club,. Les négociations n'aboutissent pas.
Au printemps 2017 il mène à bien des contacts avec le Racing Charleroi-Couillet-Fleurus, porteur du matricule 94 et qui milite en D2 Amateur ACFF. Devenu CEO du club qu'il a acheté, il le déménage au Stade du Tivoli de La Louvière et le renomme RAAL La Louvière, avec comme ambition première de faire renaître l'esprit de l'ancienne R. AA Louviéroise, disparue pour cause de faillite.

## Conférencier
Depuis 2014, Salvatore Curaba donne régulièrement des conférences en Belgique mais aussi en France et au Luxembourg pour partager son histoire, sa philosophie, les clés du succès d'EASI et les bénéfices du bonheur au travail.